# Томаш Бердих
Томаш Бердих (чеш. Tomáš Berdych; Валашки Мезиричи, 17. септембар 1985) је бивши чешки тенисер. Професионалац је постао 2002. године. Стигао је до четири финала турнира мастерс серије, у једном је 2005. године савладао Ивана Љубичића. Највећи успех је остварио 18. маја 2015, када је на АТП листи заузео четврто место. На гренд слем турнирима је достигао једно финале Вимблдона, као и полуфинала Отвореног првенства САД, Ролан Гароса и Отвореног првенства Аустралије.
Последњи меч у каријери одиграо је на Отвореном првенству САД 2019. Каријеру је званично завршио у новембру исте године, након дужег периода борбе са повредом леђа.

## Каријера

### 2002.
Бердих постаје професионалац, побеђује на два фјучерса и то у Чешкој, на првом фјучерсу у финалу побеђује Павела Шнобела 6:2, 6:3, а на другом фјучерсу побеђује Ладислава Крамоту.

### 2003.
У 2003, Бердих је освојио три фјучерса у Уједињеном Краљевству где је победио Питера Кларка 6:1, 6:4, на челенџеру у Будаершу (Мађарска) побеђује Ивајла Трајкова резултатом 6:2, 6:3. Такође је победио и на челенџеру у Грацу Јулијана Ноула 6:4, 5:7, 6:2. Играо је и у финалу фјучерса у Уједињеном Краљевству где је изгубио од Веслија Мудија резултатом 6:7, 6:7. На шест турнира је стигао до полуфинала у 2003-ој. Прву победу у као професионалац остварио је на Отвореном првенству САД над Томасом Берендом резултатом 5:7, 6:3, 6:2, 6:3. У следећем колу је изгубио од Хуана Игнасија Челе резултатом 6:2, 1:6, 4:6, 3:6.

### 2004.
Бердих се фокусирао само на челенџере. Чаленџер у Безансону је освојио, на челенџеру у Француској у финалу је победио Жилијена Бенетоа 6:3, 6:1, на челенџеру Брауншвајгу (Немачка) је победио Данијела Елзнера 4:6, 6:1, 6:4. Сезону је почео на Отвореном првенству Аустралије где је победио Николу Маија 6:4, 6:2, 5:7, 6:3, пре него што је изгубио у четвртом колу од Андреа Агасија 0:6, 2:6, 4:6. Он је такође побеђивао Гала Бланка, Бјорна Фауа и Потита Старачеа на турниру. Бердих је дебитовао ту и 2003. године на Ролан Гаросу и на Вимблдону, али је губио у првим колима.
Бердих је играо на Летњим олимпијским играма 2004. године. У првом колу је победио Флоријана Мајера 6:3, 7:5. Он је направио велико изненађење у другом колу где је победио тадашњег светског броја један Роџера Федерера 4:6, 7:5, 7:5, то је била његова пета професионална победа. У четвртом колу је победио тадашњег петнаестог тенисера света Томија Робреда 7:6, 4:6, 8:6. У четвртфиналу је био поражен од Тејлора Дента 4:6, 1:6.
После Олимпијских игара, Бердих је стигао до четвртог кола Отвореног првенства САД где је побеђивао Јонаса Бјоркмана 6:3, 2:6, 6:2, 1:6, 6:3, Туомаса Кетолу 6:3, 7:6, 6:3 и Михаила Јужног 2:6, 6:1, 6:3, 4:6, 6:1, после је изгубио од Томија Хаса 6:7, 1:6, 5:7. Он је освојио своју прву титулу у 2004. години у Палерму, где је победио Давида Ферера 7:5, 6:4 у полуфиналу, а у финалу Филипа Воландрија 6:3, 6:3.

### 2005.
Бердих је сезону 2005. године почео на турнирима у Аделејду, Сиднеју и на Отвореном првенству Аустралије где је изгубио у првим колима. На турнирима у Марсеју, Ротердаму и Дубаију је губио у другим колима. Он је такође забележио своју прву победу на турниру у Индијан Велсу где је победио Марија Анчића, али после изгубио од Ивана Љубичића. Потом је губио у првим рундама турнира у Мајамију, Есторилу и Лондону. Такође је стигао до другог кола на турнирима у Монте Карлу, Хамбургу, Ролан Гаросу и Нотингему.
Он је тада стигао до трећег кола на Вимблдону где је изгубио од Тејлора Дента. Он је тада имао добру игру и вицешампионску завршницу у Баштаду где је изгубио од Рафаела Надала 2:6, 6:2, 6:4, играо је четвртфинале турнира у Штутгарту, где је изгубио од Николаја Давиденка 4:6, 2:6, играо је четвртфинале турнира у Вашингтону где је изгубио од Џејмса Блејка 4:6, 3:6. Бердих је такође стигао до другог кола на турнирима у Канади и Синсинатију после трауматичне борбе са Рафаелом Надалом у Синсинатију. На турнирима у Бечу, Мадриду, Палерму и Базелу је рано губио. На турниру у Паризу дошао је до своје прве титуле на турнирима из Мастерс 1000 серије. На путу до финала победио је сународника Јиржија Новака, тадашњег другог тенисера света Гиљерма Корију, тринаестог тенисера Хуана Карлоса Ферера, осмог Радека Штепанека и на крају у финалу је победио тада шестог тенисера Ивана Љубичића 6:3, 6:4, 3:6, 4:6, 6:4.

### 2006.
У 2006. години први турнир на коме је играо био је Мумбај, Индија где је стигао до полуфинала и изгубио од Гзавјеа Малиса 4:6, 0:6. Међутим, он је рано губио у Сиднеју, Отвореном првенству Аустралије, Марсеју, Ротердаму и Дубаију. Бердих је међутим стигао до четвртог кола на турниру у Индијан Велсу где је победио бившег броја један Лејтона Хјуита. Бердих одмах затим следеће недеље губи од Давида Налбандијана. Он је такође губио на турнирима у Барселони и Монте Карлу је губио у другом колу, а на турниру у Риму је изгубио у трећем колу. Стигао је до четвртог кола на Ролан Гаросу где је изгубио од Роџера Федерера.
Бердих је играо своје прво финале на травнатом терену у Халеу где изгубио од Роџера Федерера 0:6, 7:6, 2:6, и четврто коло на Вимблдону, где је поново изгубио од Роџера Федерера 3:6, 3:6, 4:6. Он је стигао до полуфинала турнира у Штутгарту где је изгубио од Давида Ферера. Играо је на Канада мастерсу где је победио Рафаела Надала 6:1, 3:6, 6:2, после је у четвртфиналу изгубио од Ришара Гаскеа. Бердих је стигао на Отвореном првенству САД до четвртог кола трећу годину за редом, где је изгубио од Џејмса Блејка.
Он је затим стигао до финала Мумбаја, где је изгубио од Дмитрија Турсунова 3:6, 6:4, 6:7. На Париз мастерсу Бердих побеђује бившег броја један Ендија Родика 7:6, 6:3, и Рафаела Надала 6:3, 7:6, али је изгубио у полуфиналу од Фернанда Гонзалеса. Следеће недеље одмах губи у четврфиналу од Доминика Хрбатија 4:6, 6:1, 2:6. У претходним колима је побеђивао Оливјеа Рокуса 6:7, 6:4, 6:2, и Робија Џинеприја 6:3, 6:3.
Бердих је победио Рафаела Надала у Мадриду 6:3, 7:6. Бердих никако није имао игру у полуфиналном мечу против Фернанда Гонзалеса где је изгубио 3:6, 1:6.

### 2007.
Бердих је почео годину на турниру у Сиднеју и стигао до четвртог кола на Отвореном првенству Аустралије, где је изгубио од тадашњег броја три Николаја Давиденка. Он је тада рано губио на турнирима у Ротердаму, Дубаију, Индијан Велсу и Мајамију. Он је тада стигао до полуфинала турнира у Монте Карлу где је победио Николаса Алмагра, Бенјамина Бекера, петог носица Томија Робреда, и Робина Седерлинга, после је изгубио од другог носиоца Рафаела Надала. Он је такође стигао до полуфинала турнира у Минхену, изгубивши од Михаила Јужног 6:4, 6:3, упркос томе што није до финала изгубио сет. Он је такође стигао до четвртфинала Мастерс турнира у Риму 2007. године. Међутим, упркос својој доброј игри на шљаци, изгубио је у првом колу Отвореног првенства Француске 2007. године од Гиљерма Гарсије Лопеза 5:7, 4:6, 4:6.

### 2008.
Бердих је почео 2008. годину на Хопман купу, али је веома брзо завршио такмичење због стомачног вируса. Он је затим играо на турниру у Сиднеју где је изгубио од Криса Гучионија у три сета, у четвртфиналу. Бердих игра на Отвореном првенству Аустралије где је постављен за тринаестог носиоца на турниру, где је дошао до четвртог кола где је изгубио од Роџера Федерера 4:6, 6:7, 3:6. Бердих је лоше играо на турнирима у Ротердаму, Дубаију и Индијан Велсу где је испадао у раним фазама такмичења. Међутим на Мајами мастерсу, он је стигао до полуфинала где, укључујући и победу над Хуаном Карлосом Ферером, није изгубио ни један сет, а у полуфиналу га је победио Рафаел Надал са 6:7, 2:6. Он је имао лошу игру на шљаци и трави, јер је испао из првих 20 тенисера света због повреде у којој је угануо десни ножни зглоб због чега је морао да пропусти турнир у Монте Карлу и Риму. Он је затим стигао до финала турнира у Стокхолму где је изгубио од Томија Робреда 4:6, 1:6. Представљајући своју земљу на Олимпијским играма 2008. године у Пекингу, Бердих се пласирао у треће коло пре него што је изгубио од Роџера Федерера у свом другом мечу против њега на Олимпијским играма. Бердих је такође имао лошу сезону на турнирима у Северној Америци, где је губио у првим колима. Бердих је такође изгубио на Отвореном првенству САД у првом колу од Сема Кверија. Бердих је тада стигао до полуфинала турнира у Тајланду, где је изгубио од Новака Ђоковића. Једина АТП титула Бердиха у 2008. години је била на турниру у Токију где је победио четворицу тенисера који су били рангирани изнад 20. места на АТП листи.

## Гренд слем финала

### Појединачно: 1 (0:1)
| Исход     | Бр. | Година | Турнир   | Подлога | Противник    | Резултат      |
| --------- | --- | ------ | -------- | ------- | ------------ | ------------- |
| Финалиста | 1.  | 2010.  | Вимблдон | Трава   | Рафаел Надал | 3:6, 5:7, 4:6 |

## Финала АТП мастерс 1000 серије

### Појединачно: 4 (1:3)
| Исход     | Бр. | Година | Турнир      | Подлога   | Противник     | Резултат                |
| --------- | --- | ------ | ----------- | --------- | ------------- | ----------------------- |
| Победник  | 1.  | 2005.  | Париз       | Тепих (д) | Иван Љубичић  | 6:3, 6:4, 3:6, 4:6, 6:4 |
| Финалиста | 1.  | 2010.  | Мајами      | Тврда     | Енди Родик    | 5:7, 4:6                |
| Финалиста | 2.  | 2012.  | Мадрид      | Шљака     | Роџер Федерер | 6:3, 5:7, 5:7           |
| Финалиста | 3.  | 2015.  | Монте Карло | Шљака     | Новак Ђоковић | 5:7, 6:4, 3:6           |

## АТП финала

### Појединачно: 32 (13:19)
| Легенда                        |
| ------------------------------ |
| Гренд слем турнири (0:1)       |
| Завршно првенство сезоне (0:0) |
| АТП мастерс 1000 (1:3)         |
| АТП 500 (3:4)                  |
| АТП 250 (9:11)                 |

| Финала по подлози |
| ----------------- |
| Тврда (9:11)      |
| Шљака (2:6)       |
| Трава (1:2)       |
| Тепих (1:0)       |

| Финала по локацији |
| ------------------ |
| Отворено (7:16)    |
| Дворана (6:3)      |

| Исход     | Бр. | Датум               | Турнир                     | Подлога   | Противник             | Резултат                |
| --------- | --- | ------------------- | -------------------------- | --------- | --------------------- | ----------------------- |
| Победник  | 1.  | 3. октобар 2004.    | Палермо, Италија           | Шљака     | Филипо Воландри       | 6:3, 6:3                |
| Финалиста | 1.  | 10. јул 2005.       | Бостад, Шведска            | Шљака     | Рафаел Надал          | 6:2, 2:6, 4:6           |
| Победник  | 2.  | 6. новембар 2005.   | Париз, Француска           | Тепих (д) | Иван Љубичић          | 6:3, 6:4, 3:6, 4:6, 6:4 |
| Финалиста | 2.  | 18. јун 2006.       | Хале, Немачка              | Трава     | Роџер Федерер         | 0:6, 7:6(7:4), 2:6      |
| Финалиста | 3.  | 2. октобар 2006.    | Мумбај, Индија             | Тврда     | Дмитриј Турсунов      | 3:6, 6:4, 6:7(5:7)      |
| Победник  | 3.  | 17. јун 2007.       | Хале, Немачка              | Трава     | Маркос Багдатис       | 7:5, 6:4                |
| Финалиста | 4.  | 13. јул 2008.       | Бостад, Шведска (2)        | Шљака     | Томи Робредо          | 4:6, 1:6                |
| Победник  | 4.  | 5. октобар 2008.    | Токио, Јапан               | Тврда     | Хуан Мартин дел Потро | 6:1, 6:4                |
| Победник  | 5.  | 10. мај 2009.       | Минхен, Немачка            | Шљака     | Михаил Јужни          | 6:4, 4:6, 7:6(7:5)      |
| Финалиста | 5.  | 4. април 2010.      | Мајами, САД                | Тврда     | Енди Родик            | 5:7, 4:6                |
| Финалиста | 6.  | 4. јул 2010.        | Вимблдон, Велика Британија | Трава     | Рафаел Надал          | 3:6, 5:7, 4:6           |
| Победник  | 6.  | 9. октобар 2011.    | Пекинг, Кина               | Тврда     | Марин Чилић           | 3:6, 6:4, 6:1           |
| Победник  | 7.  | 5. фебруар 2012.    | Монпеље, Француска         | Тврда (д) | Гаел Монфис           | 6:2, 4:6, 6:3           |
| Финалиста | 7.  | 13. мај 2012.       | Мадрид, Шпанија            | Шљака     | Роџер Федерер         | 6:3, 5:7, 5:7           |
| Финалиста | 8.  | 25. август 2012.    | Винстон-Сејлем, САД        | Тврда     | Џон Изнер             | 6:3, 4:6, 6:7(9:11)     |
| Победник  | 8.  | 21. октобар 2012.   | Стокхолм, Шведска          | Тврда (д) | Жо-Вилфрид Цонга      | 4:6, 6:4, 6:4           |
| Финалиста | 9.  | 24. фебруар 2013.   | Марсеј, Француска          | Тврда (д) | Жо-Вилфрид Цонга      | 6:3, 6:7(6:8), 4:6      |
| Финалиста | 10. | 2. март 2013.       | Дубаи, УАЕ                 | Тврда     | Новак Ђоковић         | 5:7, 3:6                |
| Финалиста | 11. | 29. септембар 2013. | Бангкок, Тајланд           | Тврда (д) | Милош Раонић          | 6:7(4:7), 3:6           |
| Победник  | 9.  | 16. фебруар 2014.   | Ротердам, Холандија        | Тврда (д) | Марин Чилић           | 6:4, 6:2                |
| Финалиста | 12. | 1. март 2014.       | Дубаи, УАЕ (2)             | Тврда     | Роџер Федерер         | 6:3, 4:6, 3:6           |
| Финалиста | 13. | 4. мај 2014.        | Оеирас, Португал           | Шљака     | Карлос Берлок         | 6:0, 5:7, 1:6           |
| Финалиста | 14. | 5. октобар 2014.    | Пекинг, Кина               | Тврда     | Новак Ђоковић         | 0:6, 2:6                |
| Победник  | 10. | 19. октобар 2014.   | Стокхолм, Шведска (2)      | Тврда (д) | Григор Димитров       | 5:7, 6:4, 6:4           |
| Финалиста | 15. | 10. јануар 2015.    | Доха, Катар                | Тврда     | Давид Ферер           | 4:6, 5:7                |
| Финалиста | 16. | 15. фебруар 2015.   | Ротердам, Холандија        | Тврда (д) | Станислас Вавринка    | 6:4, 3:6, 4:6           |
| Финалиста | 17. | 19. април 2015.     | Монте Карло, Монако        | Шљака     | Новак Ђоковић         | 5:7, 6:4, 3:6           |
| Победник  | 11. | 5. октобар 2015.    | Шенџен, Кина               | Тврда     | Гиљермо Гарсија-Лопез | 6:3, 7:6(9:7)           |
| Победник  | 12. | 25. октобар 2015.   | Стокхолм, Шведска (3)      | Тврда (д) | Џек Сок               | 7:6(7:1), 6:2           |
| Победник  | 13. | 2. октобар 2016.    | Шенџен, Кина (2)           | Тврда     | Ришар Гаске           | 7:6(7:5), 6:7(2:7), 6:3 |
| Финалиста | 18. | 27. мај 2017.       | Лион, Француска            | Шљака     | Жо-Вилфрид Цонга      | 6:7(2:7), 5:7           |
| Финалиста | 19. | 5. јануар 2019.     | Доха, Катар (2)            | Тврда     | Роберто Баутиста Агут | 4:6, 6:3, 3:6           |

### Парови: 3 (2:1)
| Легенда                        |
| ------------------------------ |
| Гренд слем турнири (0:0)       |
| Завршно првенство сезоне (0:0) |
| АТП мастерс 1000 (0:0)         |
| АТП 500 (1:1)                  |
| АТП 250 (1:0)                  |

| Финала по подлози |
| ----------------- |
| Тврда (2:1)       |
| Шљака (0:0)       |
| Трава (0:0)       |

| Финала по локацији |
| ------------------ |
| Отворено (1:1)     |
| Дворана (1:0)      |

| Исход     | Бр. | Датум             | Турнир              | Подлога   | Партнер          | Противници                    | Резултат              |
| --------- | --- | ----------------- | ------------------- | --------- | ---------------- | ----------------------------- | --------------------- |
| Победник  | 1.  | 24. фебруар 2008. | Ротердам, Холандија | Тврда (д) | Дмитриј Турсунов | Филип Колшрајбер Михаил Јужни | 7:5, 3:6, [10:7]      |
| Финалиста | 1.  | 8. август 2010.   | Вашингтон, САД      | Тврда     | Радек Штјепанек  | Марди Фиш Марк Ноулс          | 6:4, 6:7(7:9), [7:10] |
| Победник  | 2.  | 3. јануар 2014.   | Доха, Катар         | Тврда     | Јан Хајек        | Александар Пеја Бруно Соарес  | 6:2, 6:4              |

## Остала финала

### Тимска такмичења: 6 (3:3)
| Исход     | Бр. | Датум                 | Турнир                               | Подлога   | Партнери                              | Противници                                                       | Резултат | Извор  |
| --------- | --- | --------------------- | ------------------------------------ | --------- | ------------------------------------- | ---------------------------------------------------------------- | -------- | ------ |
| Финалиста | 1.  | 26. мај 2007.         | Екипно првенство, Диселдорф, Немачка | Шљака     | Јан Хајек Мартин Дам                  | Хуан Игнасио Чела Хосе Акасусо Агустин Каљери Себастијан Пријето | 1:2      | [ 14 ] |
| Финалиста | 2.  | 4–6. децембар 2009.   | Дејвис куп, Барселона, Шпанија       | Шљака (д) | Радек Штјепанек Јан Хајек Лукаш Длухи | Рафаел Надал Фернандо Вердаско Давид Ферер Фелисијано Лопез      | 0:5      | [ 15 ] |
| Победник  | 1.  | 7. јануар 2012.       | Хопман куп, Перт, Аустралија         | Тврда (д) | Петра Квитова                         | Марион Бартоли Ришар Гаске                                       | 2:0      | [ 16 ] |
| Финалиста | 3.  | 26. мај 2012.         | Екипно првенство, Диселдорф, Немачка | Шљака     | Радек Штјепанек Франтишек Чермак      | Јанко Типсаревић Виктор Троицки Ненад Зимоњић Мики Јанковић      | 0:3      | [ 17 ] |
| Победник  | 2.  | 16–18. новембар 2012. | Дејвис куп, Праг, Чешка              | Тврда (д) | Радек Штјепанек Лукаш Росол Иво Минар | Давид Ферер Николас Алмагро Марсел Гранољерс Марк Лопез          | 3:2      | [ 18 ] |
| Победник  | 3.  | 15–17. новембар 2013. | Дејвис куп, Београд, Србија          | Тврда (д) | Радек Штјепанек Лукаш Росол Јан Хајек | Новак Ђоковић Душан Лајовић Илија Бозољац Ненад Зимоњић          | 3:2      | [ 19 ] |

### Егзибициони турнири: 1 (0:1)
| Исход     | Бр. | Датум            | Турнир              | Подлога | Противник    | Резултат | Извор  |
| --------- | --- | ---------------- | ------------------- | ------- | ------------ | -------- | ------ |
| Финалиста | 1.  | 11. јануар 2014. | Мелбурн, Аустралија | Тврда   | Кеј Нишикори | 4:6, 5:7 | [ 20 ] |